# Kauko Nyström
Kauko Kalervo Nyström (* 3. März 1933 in Somero; † 1. Februar 2009) war ein finnischer Leichtathlet, der bei den Leichtathletik-Europameisterschaften 1962 Bronze im Stabhochsprung gewann.
Nyström hatte als Jugendlicher geboxt und war erst spät zur Leichtathletik gewechselt. 1956 trat er erstmals in der finnischen Nationalmannschaft an, er gehörte bei einem Länderkampf der Zehnkämpfer gegen Deutschland zur finnischen Mannschaft. Seine Bestleistung im Stabhochsprung stand 1961 bei 4,40 Meter, 1963 überquerte er 4,83 Meter. Ebenfalls 1963 gewann er seinen einzigen finnischen Meistertitel mit 4,80 Meter. Diese Leistungssteigerung verdankte Nyström der Einführung des Glasfiberstabes, den die finnischen Leichtathleten recht früh benutzten, was ihnen zu Beginn der 1960er Jahre einen gewissen Vorsprung in Europa verschaffte.
Bei den Europameisterschaften 1962 in Belgrad siegte der Finne Pentti Nikula mit 4,80 Meter, mit je 4,60 Meter lagen Rudolf Tomášek aus der Tschechoslowakei und Kauko Nyström auf den Plätzen zwei und drei, auf Platz vier folgte mit Risto Ankio der dritte Finne mit 4,55 Meter.
Nach seiner Karriere war Kauko Nyström über 30 Jahre Organisator eines Stabhochsprungwettbewerbs in seiner Heimatstadt Somero.